# Yuberjen Martínez
Yuberjen Herney Martínez Rivas (Turbo, 1º novembre 1991) è un pugile colombiano.

## Palmarès
- Olimpiadi

Rio de Janeiro 2016: argento nei pesi mosca-leggeri.
- Mondiali dilettanti

Amburgo 2017: oro nei pesi minimosca.